# Лефевр, Франсуа-Шарлемань
Франсуа Шарлемань Лефевр (фр. François-Charlemagne Lefebvre; 10 апреля 1775, Париж — 23 мая 1839, Париж) — французский композитор.
Изучал композицию и гармонию под руководством Франсуа Госсека. С 1794 г. играл на альте в оркестре Парижской оперы, в 1814 году сменил своего отца на посту главного библиотекаря оперы (включавшем в круг обязанностей также и организацию копирования нот). Одновременно с 1810 г. работал как придворный композитор, сохранив за собой эту должность и после реставрации Бурбонов; с 1816 г. музыкальный директор Королевской гвардии (в этом качестве написал ряд сочинений для духового оркестра). С 1829 года на пенсии.
Наиболее заметная часть композиторского наследия Лефевра — балетная музыка, написанная для хореографа Луи Милона: наибольшей известностью пользовался балет «Свадьбы Гамаша» (фр. Les Noces de Gamache), по мотивам романа «Дон Кихот», впервые поставленный в 1801 году и удержавшийся в репертуаре около 20 лет, а позднее возобновлённый Люсьеном Петипа (в России этот балет был поставлен в 1834 году в Большом Каменном театре в Петербурге балетмейстером А. Блашем и в 1835 году в Московском Большом театре Фелицатой Гюллень-Сор). Кроме того, Лефевр подготовил в 1803 году возобновление на парижской сцене оперы Жан-Жака Руссо «Деревенский колдун», дописав к ней ряд вставных танцевальных номеров.